# Порожня кишка
Поро́жня ки́шка (лат. jejunum) — гладком'язовий порожнистий орган, відділ тонкого кишечника. У стінці порожньої кишки розташовуються два шари м'язової тканини: зовнішній поздовжній і внутрішній циркулярний. Крім того, гладком'язові клітини є в слизовій оболонці кишки. Довжина порожньої кишки у дорослої людини сягає 0,9—1,8 м. У жінок вона коротша, ніж у чоловіків. У живої людини кишка перебуває в тонічно напруженому стані. Після смерті вона розтягується та її довжина може сягати 2,4 м.
Петлі порожньої кишки розташовуються в лівій верхній частині черевної порожнини. Порожня кишка з усіх боків покрита очеревиною і, на відміну від дванадцятипалої кишки, має добре виражену брижу. Від дванадцятипалої кишки порожня відокремлюється дуоденоеюнальною Л-подібною складкою Трейтца (дуоденоеюнальним сфінктером). Кислотність у порожній кишці нейтральна або слаболужна і зазвичай перебуває в межах 7-8 рН.